# Африканский кустарниковый жаворонок
Африканский кустарниковый жаворонок (лат. Corypha africana) — вид воробьиных птиц из семейства жаворонковых (Alaudidae). Обитает в Африке к югу от Сахары. Выделяют 11 подвидов.

## Описание
Длина птицы составляет 15-18 см, из которых от 5,8 до 7,1 см приходится на хвост. Длина клюва составляет от 1,8 до 2,3 см. Средний вес составляет 40-44 г. Виду не присущ половой диморфизм, хотя самцы несколько больше и тяжелее самок.
Окраска птицы различается в зависимости от подвида. Верхняя часть тела может быть каштановой, серовато-коричневой, рыжей или охристой, на спине светлые полоски. Нижняя часть спины, и особенно надхвостье заметно более темные. На голове короткий острый чуб, над глазами светлые «брови». Крылья и маховые перья рыжеватые, покровные перья охристые или, как у подвида M. a. grisescens, серые. Хвост темно-коричневый, крайние рулевые перья охристые или рыжие. Горло и грудь рыжеватые с бурыми пятнышками. Живот светло-рыжеватый или охристый, бока несколько темнее. Глаза светло-карие, лапы розовые или розовато-коричневые, клюв розоватый.

## Подвиды
Выделяют 11 подвидов:
- C. a. tropicalis (Hartert, 1900) — восточная Уганда, западная Кения, северо-западная Танзания;
- C. a. ruwenzoria (Kinnear, 1921) — восток ДР Конго, северо-запад Уганды;
- C. a. chapini (Grant, CHB & Mackworth-Praed, 1939) — юго-восток ДР Конго, северо-западная Замбия;
- C. a. occidentalis (Hartlaub, 1857) — западная Ангола;
- C. a. gomesi (White, CMN, 1944 — восточная Ангола, западная Замбия;
- C. a. grisescens (Sharpe, 1902 — западная Замбия, северная Ботсвана, северо-запад Зимбабве;
- C. a. pallida (Sharpe, 1902 — юго-западная Ангола, северо-западная Намибия;
- C. a. ghansiensis (Roberts, 1932) — восточная Намибия, западная Ботсвана;
- C. a. isolata (Clancey, 1956) — юго-восток Малави;
- C. a. transvaalensis (Hartert, E, 1900) — Мозамбик, север ЮАР;
- C. a. africana (Smith, A, 1836) — юго-восток ЮАР.

Многие подвиды были вынесены отдельные виды:
- Corypha athi (Hartert, 1900)
  - Corypha athi athi (Hartert, 1900) — центральная и южная Кения, северо-восточная Танзания;
  - Corypha athi harterti (Neumann, 1908) — юг центральной Кении;
- Corypha kurrae (Lynes, 1923)
  - Corypha kurrae henrici (Bates, GL, 1930) — Гвинея, Сьерра-Леоне, Либерия, Кот-д’Ивуар;
  - Corypha kurrae batesi (Bannerman, 1923) — центральная Нигерия, юго-восточный Нигер, западный Чад;
  - Corypha kurrae stresemanni (Bannerman, 1923) — север центрального Камеруна;
  - Corypha kurrae bamendae (Serle, 1959) — западный Камерун;
  - Corypha kurrae kurrae (Lynes, 1923) — западный Судан;
- Corypha kabalii (White, CMN, 1943)
  - Corypha kabalii malbranti (Chapin, 1946) — Габон, Республика Конго, юг ДР Конго;
  - Corypha kabalii kabalii (White, CMN, 1943) — северо-восточная Ангола, северо-западная Замбия;
- Corypha nigrescens (Reichenow, 1900)
  - Corypha nigrescens nigrescens (Reichenow, 1900) — северо-восточная Замбия, южная Танзания;
  - Corypha nigrescens nyikae (Benson, 1939) — восточная Замбия, северное Малави, юго-западная Танзания;
- Corypha sharpii (Elliot, DG, 1897) — северо-запад Сомали.

## Распространение и среда обитания
Африканский кустарниковый жаворонок встречается во многих частях Африки к югу от Сахары. Он имеет очень большой ареал, с предполагаемой глобальной протяженностью 5 600 000 км2. Считается, что его ареал на севере становится все более фрагментированным, что позволяет сделать вывод о сокращении популяции. Численность и ареал южноафриканского населения не сократились, за исключением районов экстенсивного земледелия или урбанизации. Считается, что животноводство привело к появлению голых участков на лугах, которые предпочитительны для жаворонков. Популяции южного Мозамбика и Эсватини оцениваются в >50 000 и 100 000 особей соответственно.
Он переносит ряд засушливых или мезических местообитаний, обычно густые луга или редколесистую саванну. Он также встречается по краям болот, на лесных полянах или во фрагментированном экотоне лесов и лугов. В Зимбабве он встречается на высоте от 900 до 1800 метров, а в Восточной Африке — от 1000 до 3000 метров. Кусты, небольшие деревья или столбы забора служат насестами, а сочетание высокой и низкой травы обеспечивает укрытие и пространство для корма.

## Поведение
Африканские кустарниковые жаворонки питаются насекомыми и другими беспозвоночными, а также семенами трав, особенно зимой. Это оседлые, территориальные и моногамные птицы. Начало сезона размножения разнится в зависимости от широты; в Южной Африке он длится с ноября по январь. Гнездо чашеобразное, размещаемое на земле, и дополнительно накрывается травяным куполом. В кладке 2-3 (реже 4) яйца. Они белого, кремового и розового цвета с тёмными крапинками. Инкубационный период длится 14-15 дней, птенцы покидают гнездо на 12 день.

## Галерея

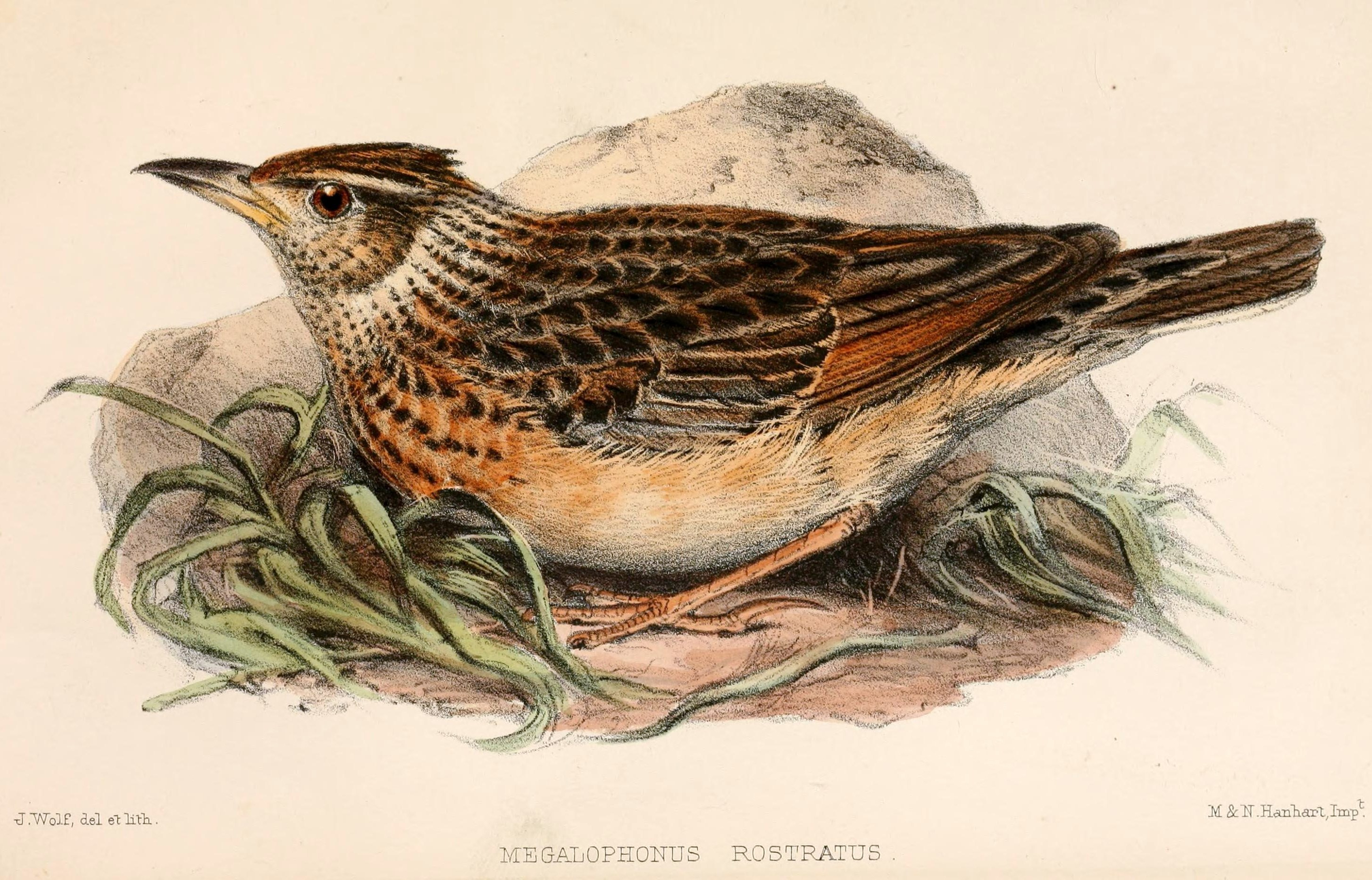
Рисунок африканского кустарникового жаворонка номинативного подвида
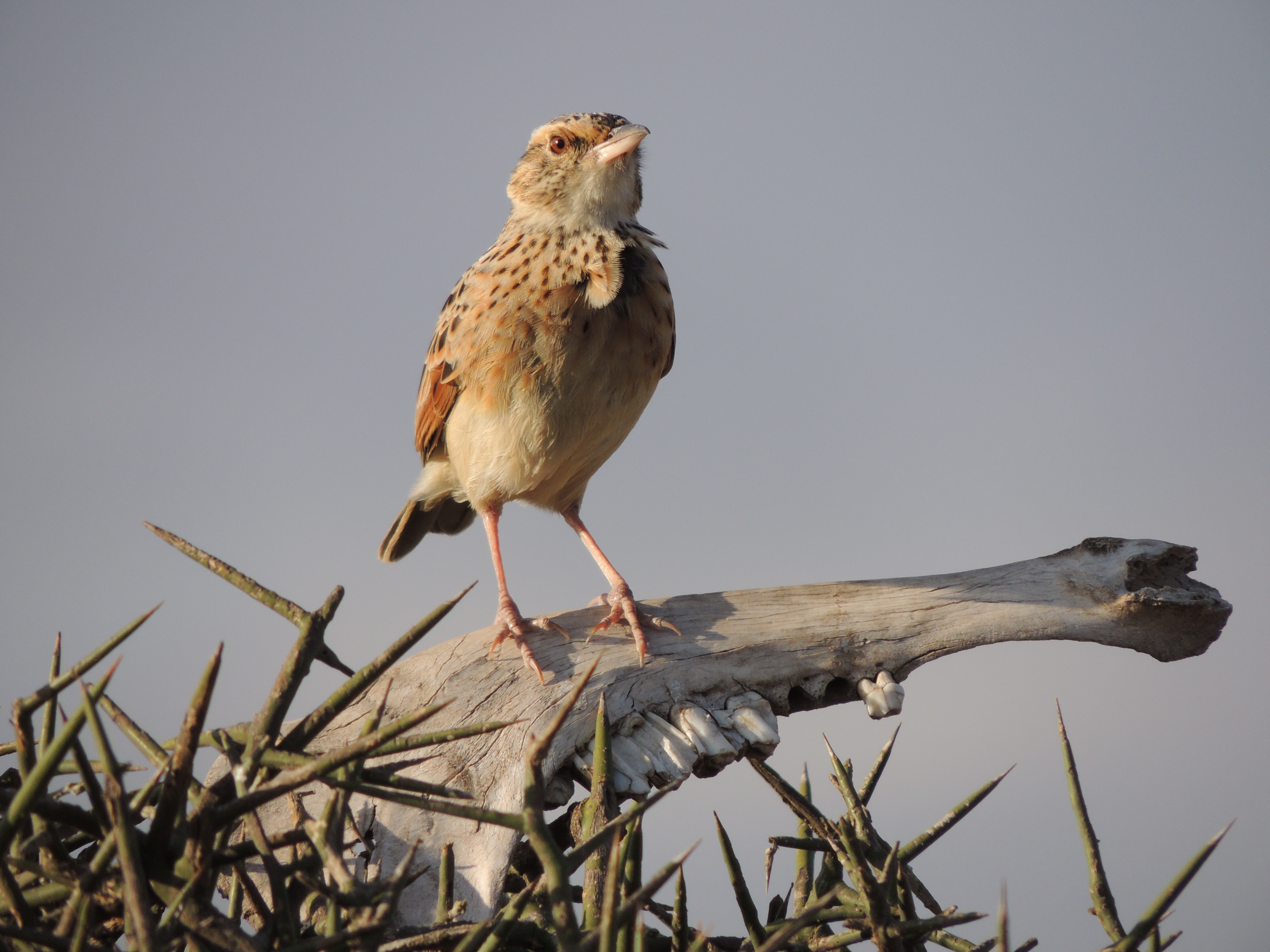
Африканский кустарниковый жаворонок (Кения)
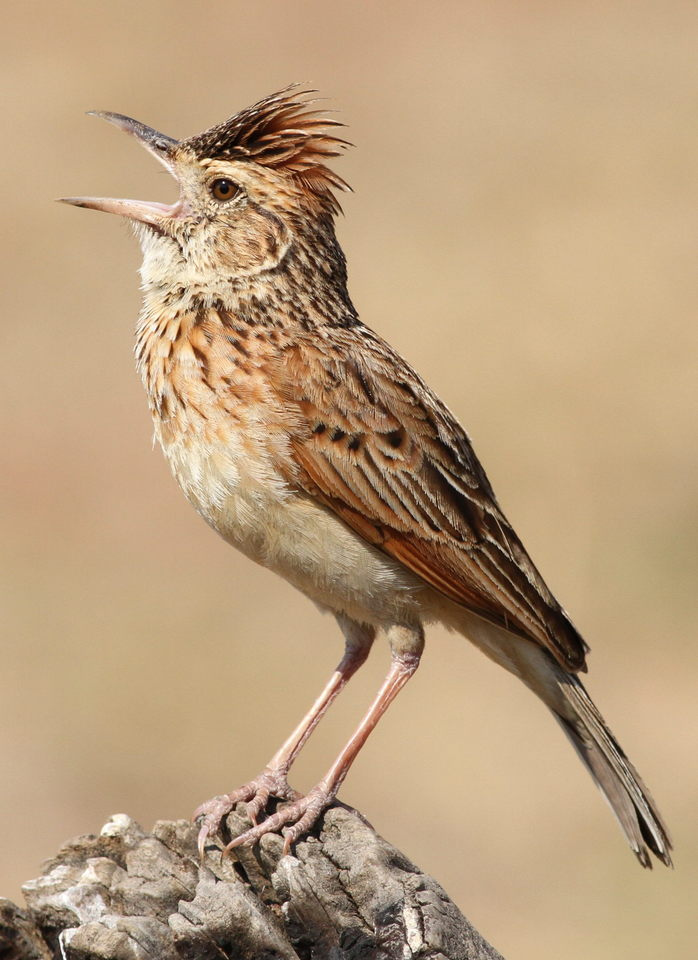
Африканский кустарниковый жаворонок
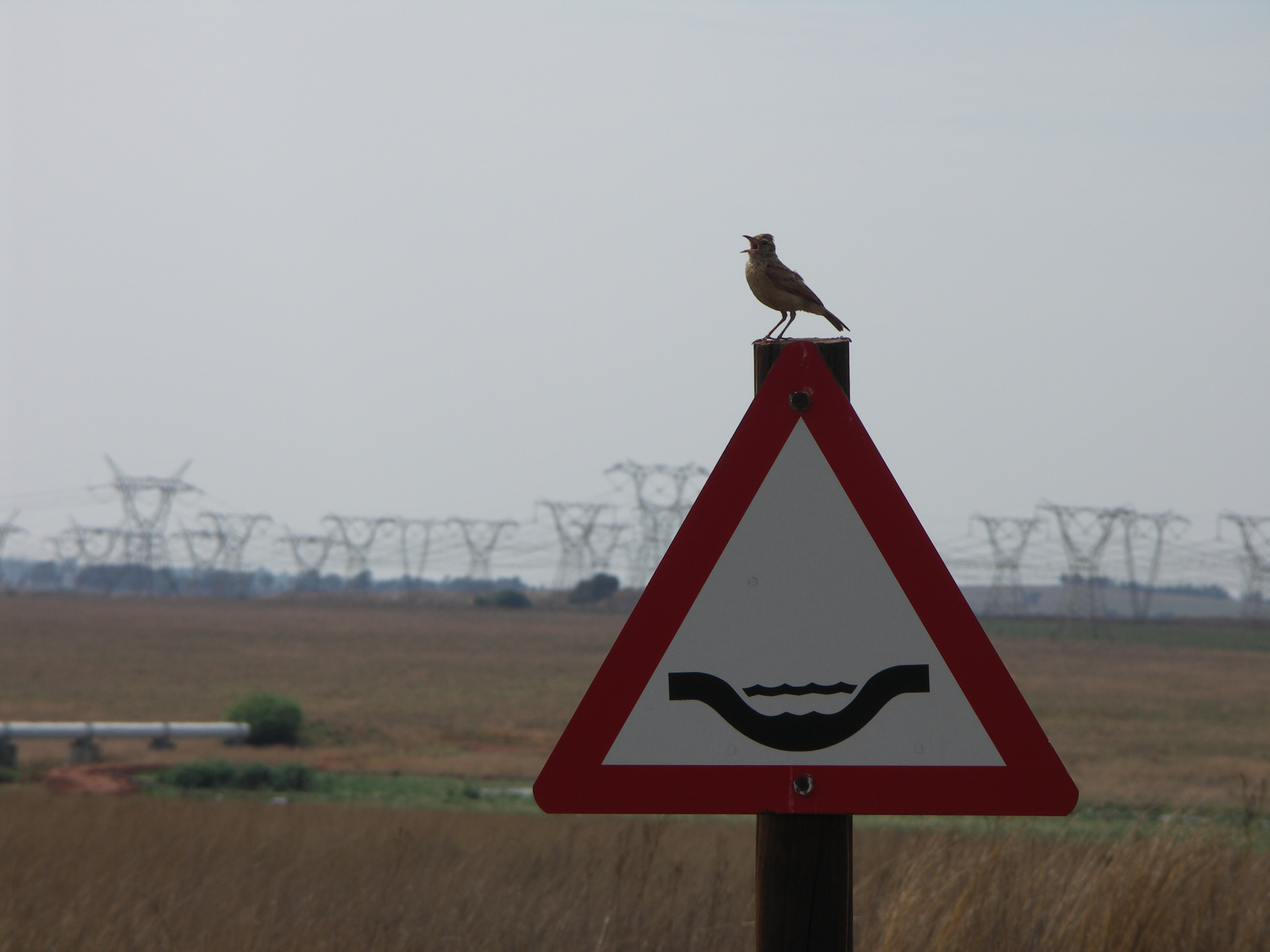
Африканский кустарниковый жаворонок (ЮАР)